# Pont-à-Marcq
 Pont-à-Marcq  es una población y comuna francesa, en la región de Norte-Paso de Calais, departamento de Norte, en el distrito de Lille. Es el chef-lieu del cantón de Pont-à-Marcq.

## Demografía
| 1492 | 1486 | 1652 | 1940 | 1912 | 2115 |
| Para los censos de 1962 a 1999 la población legal corresponde a la población sin duplicidades (Fuente: INSEE [Consultar]) |      |      |      |      |      |